# サーデグ・ヘダーヤト

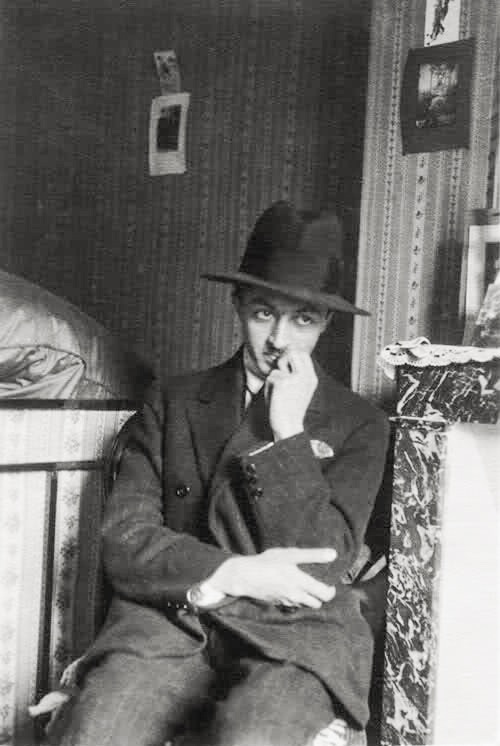
サーデグ・ヘダーヤト

サーデグ・ヘダーヤト（صادق هدایت Sādegh Hedāyat、1903年2月17日 - 1951年4月9日）は、イランの小説家、翻訳家。外国語ではサーデク（Sādeq）とも表記される。イラン現代文学の偉大な人物の一人とみなされている。代表作は「盲目の梟」等。

## 略歴
ヘダーヤトは1903年2月17日にテヘランで生まれ、イラン北部の名門の家系であった。コレージュ・サン・ルイ（カトリック系のフランスの学校）と1851年に創立された高等教育機関ダーロルフォヌーン（دارالفنون）で教育を受け（1914 - 1916年）、1925年にヨーロッパへの留学生として選ばれた。はじめはベルギーで工学を学び、数年後に建築を学ぶためにフランスへと移ったが、後に建築を断念し、歯科に変更した。この時期にヘダーヤトはテレーズというパリの女性との恋愛を経験した。1927年にマルヌ川での入水自殺を試みるが、釣り船に救出された。その後もフランスとベルギーで4年間暮らしたが、結局学位を得ることもなく学業はあきらめて、1930年に母国へと戻った。イランでは短期間で様々な職業に就いた。
その後ヘダーヤトは生涯、西洋文学やイランの歴史・民話を研究した。ライナー・マリア・リルケ、エドガー・アラン・ポー、フランツ・カフカ、アントン・チェーホフやギー・ド・モーパッサンなどを最も好んだ。短い文学活動期間に、ヘダーヤトはかなりの数の短編・中編小説、戯曲、紀行文や風刺作品などを出版した。彼の著作には文学批評やイランの民話研究、中世（中期）ペルシア語やフランス語からの翻訳も含まれる。
ヘダーヤトは1937年から1939年までインドへ旅をし、滞在した。ボンベイで彼の最高傑作とみなされている『盲目の梟』が書かれ、出版された。この作品は1930年にパリで書き始められたものだった。
1950年の年末にヘダーヤトはイランからパリへと旅立った。1951年の4月9日に彼は小さな貸しアパートでガス自殺を図り、死去した。他の人が犠牲にならないようにと、窓やドアの隙間が綿でふさがれており、死に装束と埋葬の費用としてのお金（10万フラン）が財布に入れて置かれていた。彼はペール・ラシェーズ墓地の85区画に葬られた。葬儀はイラン人とフランス人の親しい友人や知り合いによって執り行われた。

## 日本語訳
- 『盲目の梟』（中村公則訳、白水社、世界の文学） 1983.1／白水Uブックス 2025
- 『サーデク・ヘダーヤト短篇集』（中村公則訳、大学書林） 1985.2
- 『ペルシア民俗誌』A.J.ハーンサーリー共編（岡田恵美子・奥西峻介訳註、平凡社、東洋文庫） 1999.2
- 『生き埋め - ある狂人の日記より』（石井啓一郎訳、国書刊行会、文学の冒険） 2001.1
- 『サーデグ・ヘダーヤト短編集』（石井啓一郎訳、慧文社） 2007.7

## 著作

### 小説
- 『生き埋め（زنده‌بگور zende-be-gūr）』(1930/1308) （短編集）
- 『モンゴルの影（سایه مغول sāye-ye moghol）』(1931/1310) （歴史小説）
- 『三滴の血（سه قطره خون se qatre khūn）』(1932/1311) （短編集）
- 『明暗（سایه روشن sāye-roushan）』(1933/1312) （短編集）
- 『盲目の梟（بوف کور būf-e kūr）』(1937/1315)
- 『変わった女（Lunatique）』(1937/1316) （フランス語の短編）
- 『サンピンゲ（Sampingué）』(1937/1316) （フランス語の短編）
- 『野良犬（سگ ولگرد sag-e velgard）』(1942/1321) （短編集）
- 『アラヴィーイェ・ハーノム（علویه خانم 'alavīye khānom）』(1943/1322)
- 『生命の水（آب زندگی āb-e zendegī）』(1944/1323)
- 『ハージー・アーガー（حاجی آقا Hājī āqā）』(1945/1324)
- 『明日（فردا fardā）』(1946/1325)
- 『真珠の大砲（توپ مرواری Tūp-e morvārī）』(1947/1936)

### 戯曲
- 『サーサーンの娘パルヴィーン（پروین دختر ساسان Parvin dokhtar-e Sāsān）』(1930) （史劇）
- 『マーズィヤール（مازیار Māziyār）』(1934/1313) （史劇）
- 『創造神話（افسانه آفرینش afsāne-ye āfarīnesh）』

### 風刺
- 『ワンワンご主人様（وغ‌وغ ساهاب vagh vagh sāhāb）』(1934/1313) （マスウード・ファルザードとの共著）
- 『噂話（ولنگاری velengārī）』(1944/1323)

### 研究書等
- 『オマル・ハイヤームのルバーイヤート（ربایات حکیم عمر خیام robāiyāt-e hakīm 'Omar-e Khayyām）』(1923/1302)
- 『エスファハーンは世界の半分（اصفهان نصف جهان Esfahān nesf-e jahān）』(1932/1311) （紀行文）
- 『不思議の国（نیرنگستان neirangestān）』(1933/1312) （民俗学）
- 『ハイヤームの調べ（ترانه‌های خیام tarānehā-ye Khayyām）』